# Annegret Schüle
Annegret Schüle (* 1959 in Neckarsulm) ist eine deutsche Historikerin, Kuratorin und Privatdozentin. Sie ist seit 2011 Leiterin des Erinnerungsortes Topf & Söhne in Erfurt. 

## Leben
Annegret Schüle studierte Geschichte und Sozialwissenschaften in Heidelberg und Köln und wurde am Historischen Institut der Universität Jena promoviert. Von 1994 bis 2000 war sie Stipendiatin der Hans-Böckler-Stiftung.  
Seit 2002 erforscht sie die Geschichte der Firma J. A. Topf & Söhne. Sie leitet seit 2011 den Erinnerungsort Topf & Söhne auf dem ehemaligen Firmengelände und veröffentlichte die Monographie Industrie und Holocaust. Topf & Söhne – Die Ofenbauer von Auschwitz, mit der sie 2012  an der Universität Erfurt habilitierte.
Schüle ist zudem als Privatdozentin an der Universität Erfurt tätig.

## Publikationen
- "Die Spinne". Die Erfahrungsgeschichte weiblicher Industriearbeit im VEB Leipziger Baumwollspinnerei. Leipziger Universitätsverlag, Leipzig 2001, ISBN 3-934565-87-5.
- Technik ohne Moral, Geschäft ohne Verantwortung. In: Irmtrud Wojak, Susanne Meinl (Hrsg.): Im Labyrinth der Schuld. Campus, Frankfurt am Main 2003, ISBN 3-593-37373-4, S. 199–229.
- als Herausgeberin: Die DDR aus generationengeschichtlicher Perspektive, Eine Inventur. Leipziger Universitätsverlag, Leipzig 2006, ISBN 978-3-937209-60-9.
- Industrie und Holocaust. Topf & Söhne – Die Ofenbauer von Auschwitz. Wallstein, Göttingen 2010, ISBN 978-3-8353-0622-6.
- J.A. Topf & Söhne – Ein Erfurter Familienunternehmen und der Holocaust. Landeszentrale für Politische Bildung Thüringen, Erfurt 2014, ISBN 978-3-943588-45-3.
- mit Tobias Sowade: Willy Wiemokli. Buchhalter bei J. A. Topf & Söhne – zwischen Verfolgung und Mitwisserschaft. (= Gegen Verdrängen und Vergessen. Band 9). Hentrich & Hentrich, Berlin 2015, ISBN 978-3-95565-100-8.
- Sprechen über Auschwitz. Bemerkungen zu Sprache und Verantwortung. In: Schweigen oder Sprechen – Wie wir mit Geschichte umgehen. Erinnerungsort Topf & Söhne, Erfurt 2015, ISBN 978-3-943098-10-5, S. 58–63.
- mit Susanne Zielinski: Vom Platz vertrieben. Juden, Fußball und Nationalsozialismus in Thüringen. Landeszentrale für politische Bildung Thüringen, Erfurt 2016, ISBN 978-3-943588-78-1.
- Internationale Wanderausstellung Industrie und Holocaust. Topf & Söhne – Die Ofenbauer von Auschwitz. (= Begleitband zur Wanderausstellung). Hentrich & Hentrich, Berlin 2018, ISBN 978-3-95565-223-4.
- mit Stefan Weise, Thomas Schäfer: Paul Schäfer. Erfurter Kommunist, ermordet im Stalinismus. Landeszentrale für politische Bildung Thüringen, Erfurt 2019, ISBN 978-3-946939-80-1.
- Die H. Kori GmbH. Eine Berliner Ofenbaufirma und der nationalsozialistische Massenmord. Hentrich & Hentrich, Leipzig 2021, ISBN 978-3-95565-411-5.